# Catedral de Sant Antoní de Pàmies
La catedral de Sant Antoní (occità: Sant Antonin; francès: Saint-Antonin) és una catedral de l'Església Catòlica Romana situada a Pàmies, al departament francès de l'Arieja. És la seu de la diòcesi de Pàmies, Coserans i Mirapeis.
Dedicada originàriament a Sant Joan Baptista i Sant Joan Evangelista, l'església es va passar a anomenar de Santa Maria del Mercadal l'any 1384, abans de ser elevada al rang de catedral l'any 1499. L'edifici ara està dedicat a sant Antoní.
L'edifici està classificat com a monument històric des del 9 d'agost de 1906.

## Descripció

### Arquitectura general
L'edifici està fet amb el clàssic maó rogenc tolosà, un material típic de la regió.

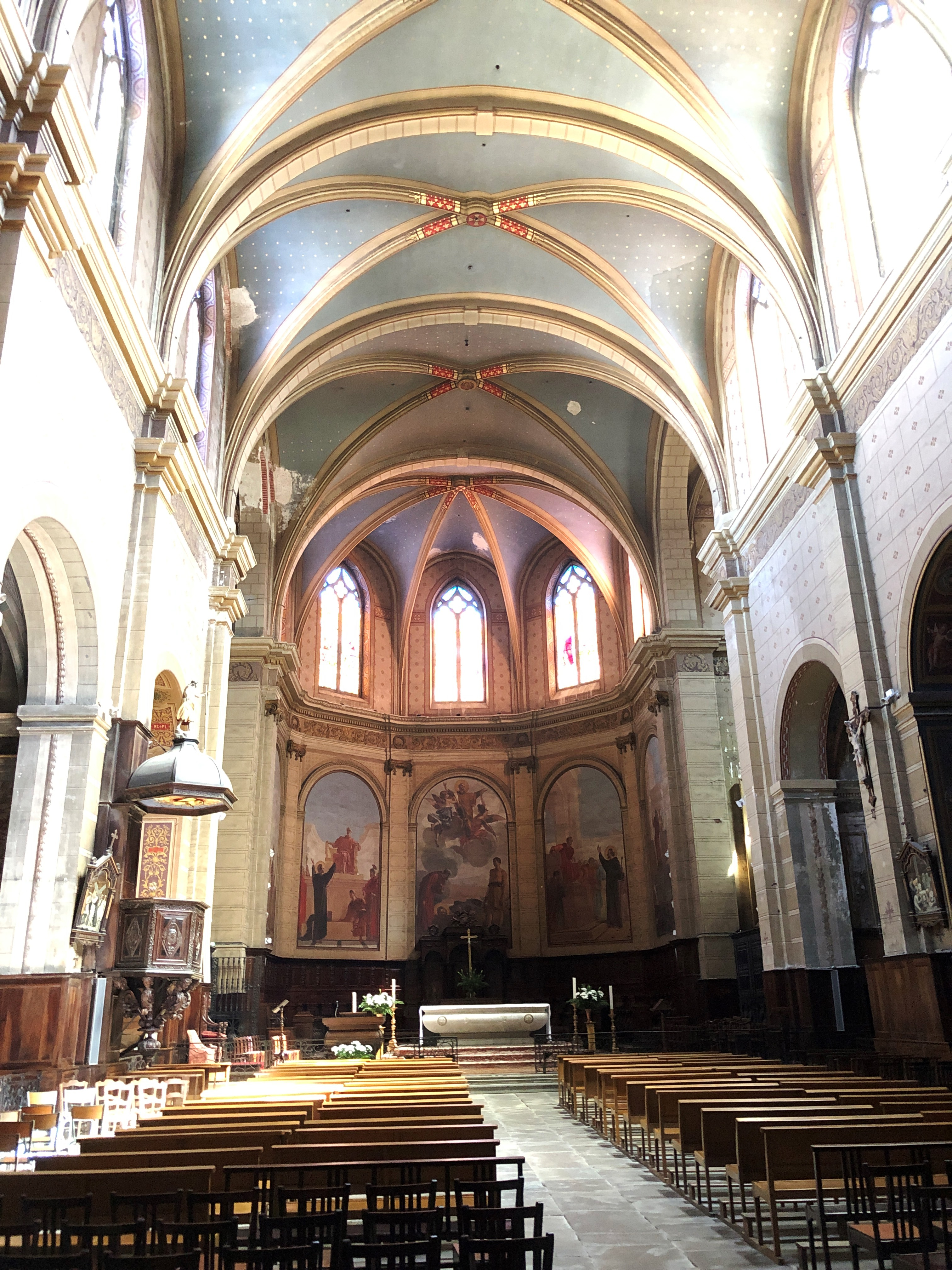
Interior de la nau, reconstruïda el.

De l'església original, datada al segle XII, només en sobreviu part del portal. Precisament les guerres de religió del segle XVI van causar greus danys a la ciutat, quedant en peu només el campanar que podia servir com a talaia. La nau reconstruïda no es va enllestir fins a l'any 1689. És tradicional atribuir la planta d'aquesta nova església a François Mansart, la qual cosa és plausible donat l'estil molt sobri del conjunt. Altres ho atribueixen al nebot d'aquest arquitecte, Jules Hardouin-Mansart (1645-1708), que sabem que va treballar sota la direcció del seu oncle.
Aquesta catedral té una sola nau amb quatre tramps i una estructura de volta de creueria d'ogives. Les capelles s'insereixen entre els contraforts. L'absis és octogonal.

### La porta

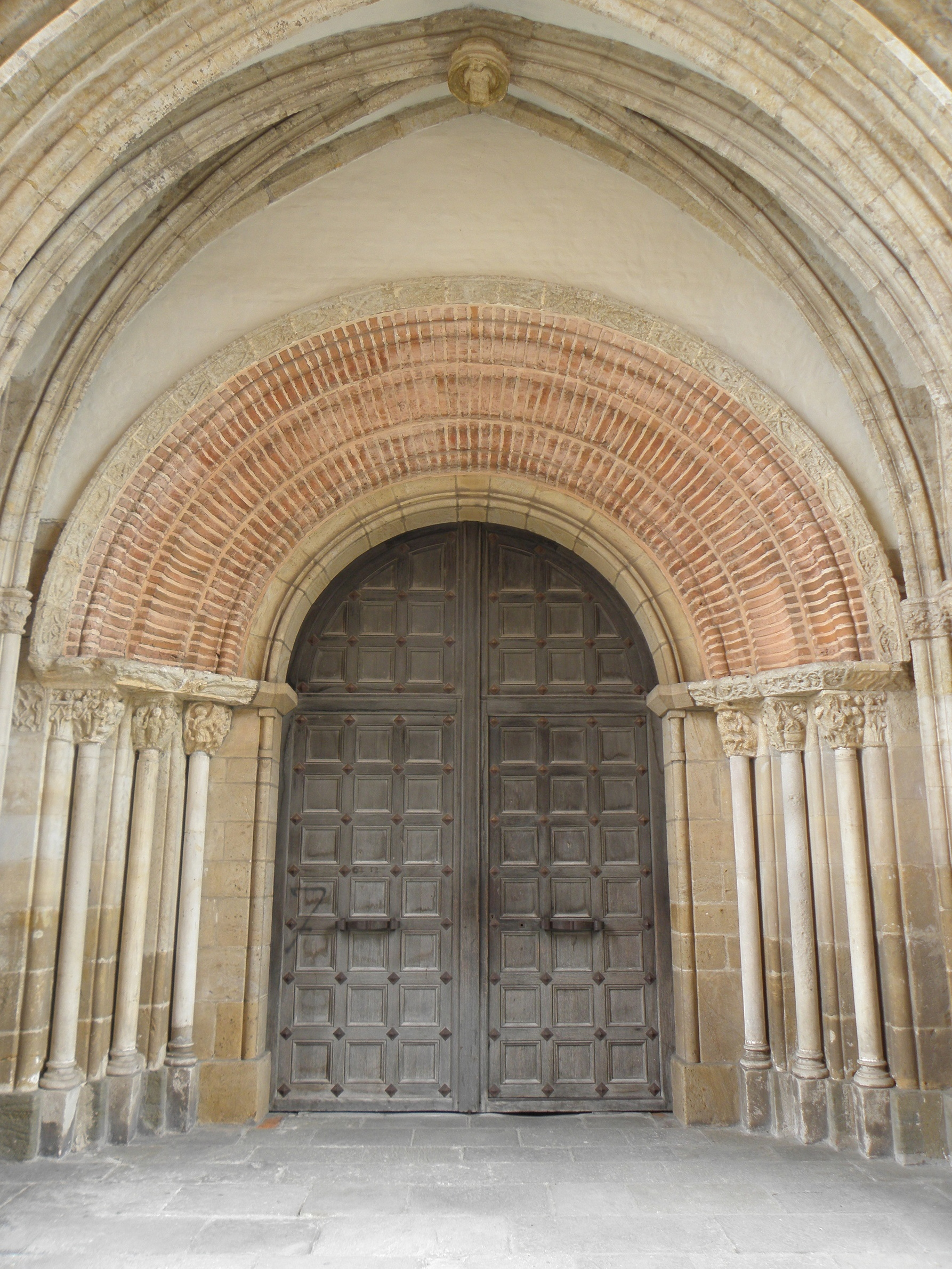
El portal del segle XII està cobert per la part gòtica del segle XIV.

És l'únic vestigi de l'església original. Una part del portal és original, data del segle XII i és d'estil romànic. S'hi poden veure capitells historiats de la mateixa època. Tot i que avui en dia es troben malmesos pel pas del temps, s'interpreta que aquests capitellsinterpreten el següent (d'esquerra a dreta):
- El Martiri de Sant Joan Baptista
- Adam i Eva
- Caín i Abel
- Daniel al cau dels lleons
- El Martiri de Sant Joan Evangelista
- Samsó lluitant contra el lleó

Capitells de la porta
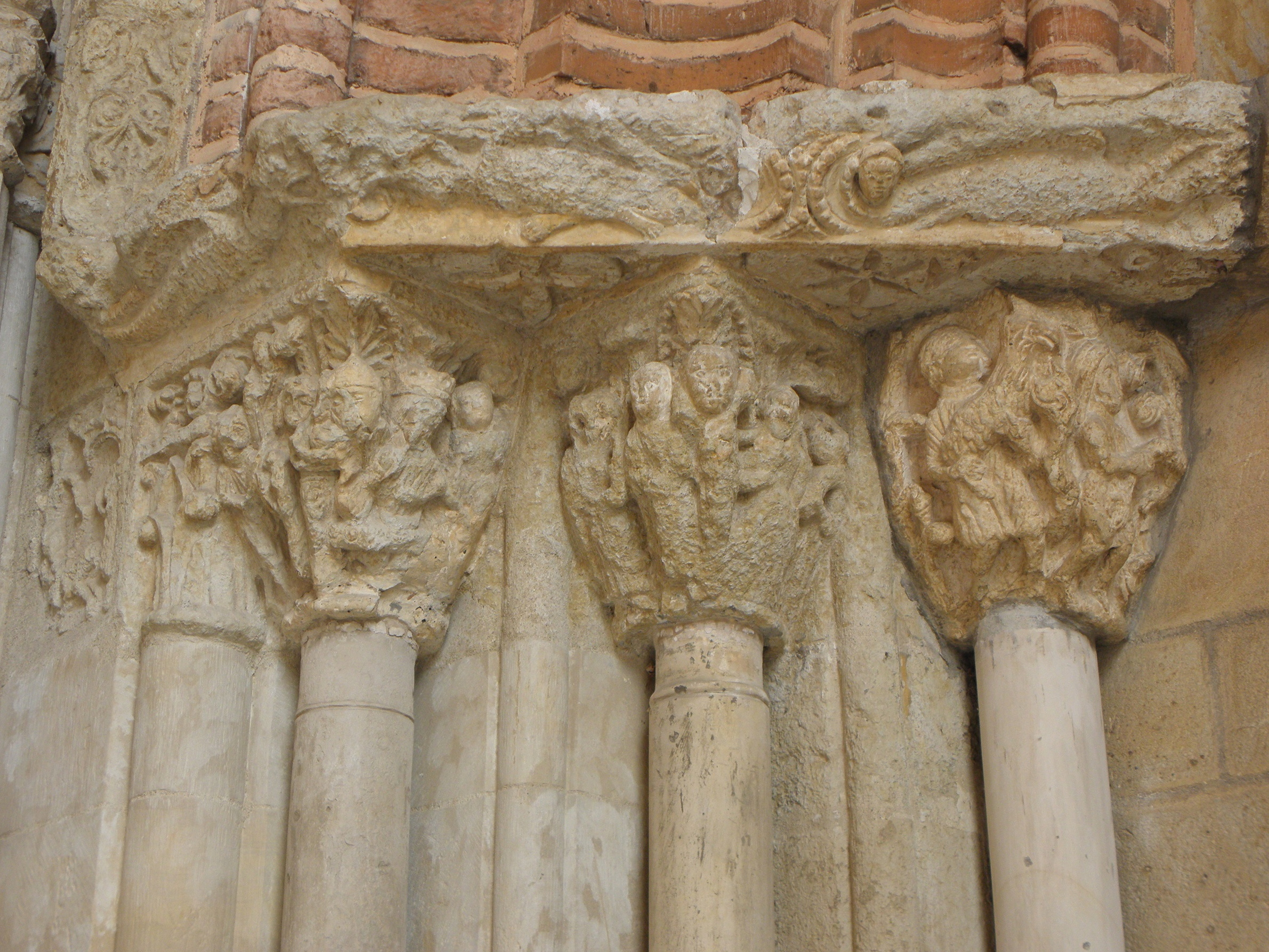
Capitells de la part esquerra de la porta.
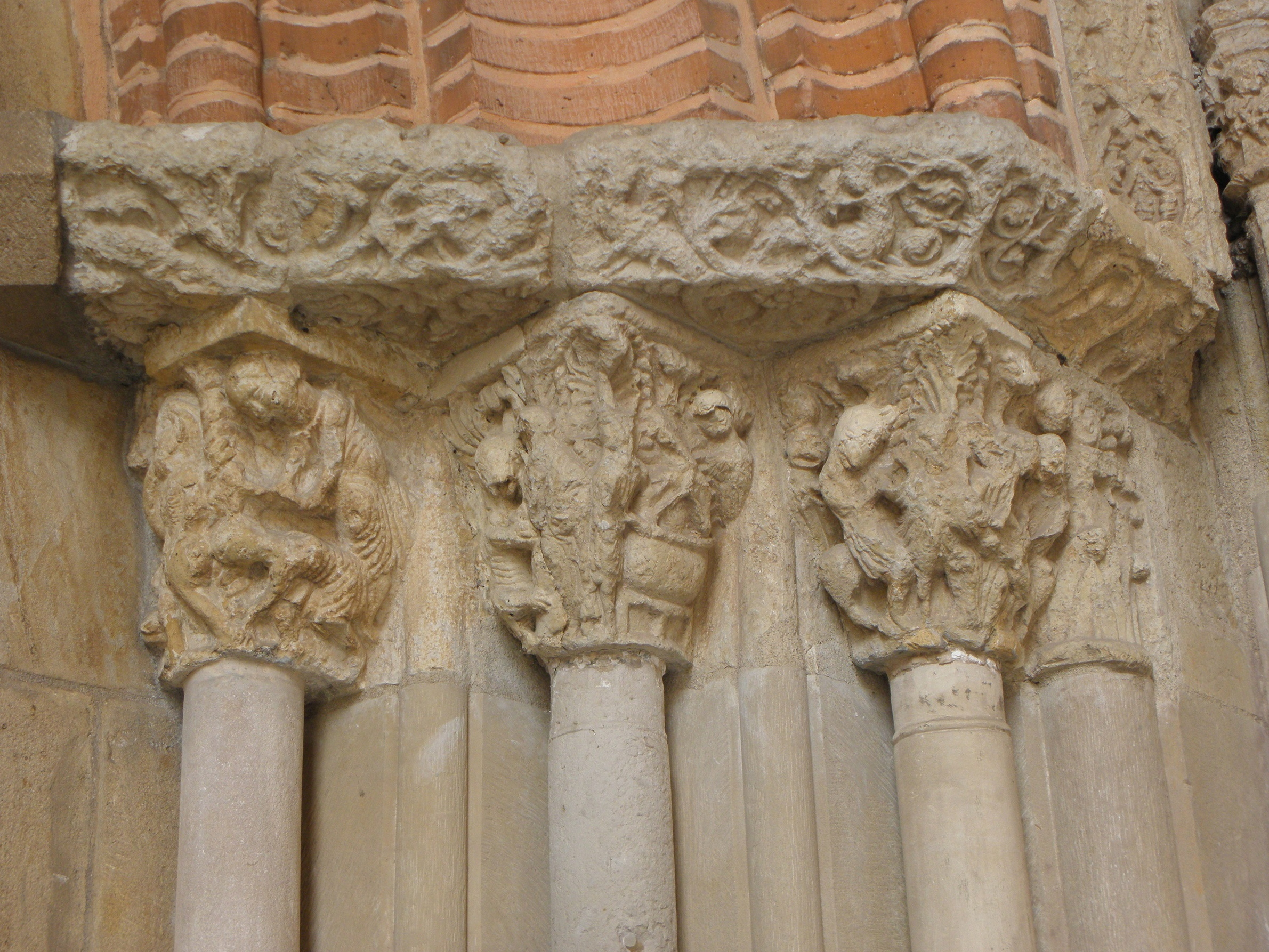
Capitells de la part dreta de la porta.

Sota la creu del portal s'hi pot veure una pedra esculpida del segle XII que representa el martiri de Sant Joan.
La resta del portal, d'estil gòtic, és del segle XIV.

### Campanar

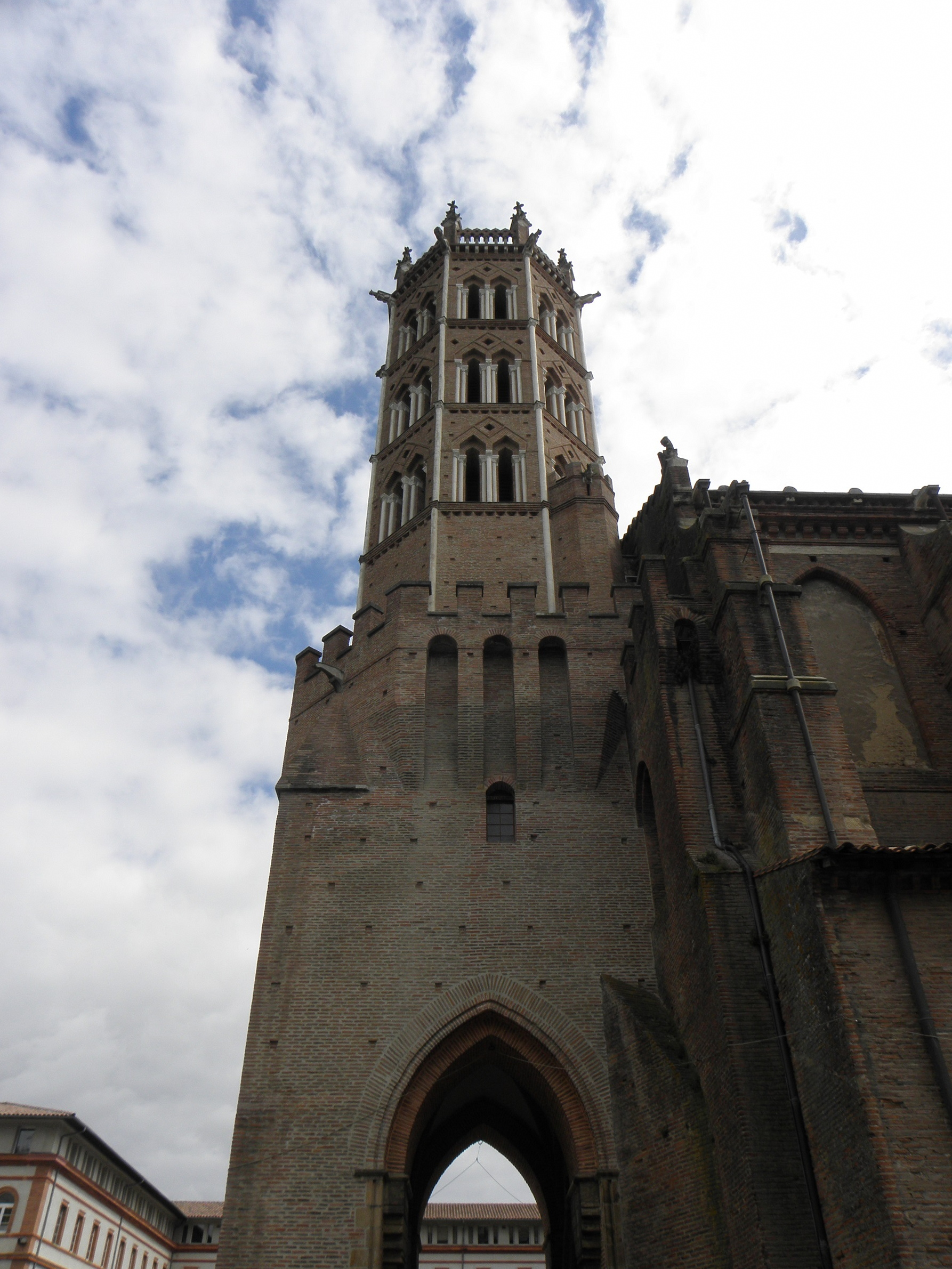
El campanar del segle XIV.

El campanar, d'estil gòtic llenguadocià, s'inspira en el dels jacobins de Tolosa. imponent i tot de maó tolosà, la torre octogonal s'il·lumina a cada pis per finestres geminades que acaben en un arc de mitra. Es va construir al segle XIV. S'hi poden observar els merlets i espitlleres, testimoni del passat tempestuós de la ciutat.
Aquest campanar va ser coronat al segle xix per una galeria idèntica a la dels jacobins. Obra de l'arquitecte diocesà Ferdinand De Coma (1814-1883), permet alleugerir la torre que pot semblar una mica massiva.